# Страмцов, Николай Антонович
Николай Антонович Страмцов (1889—1966) — русский офицер, герой Первой мировой войны, участник Белого движения.

## Биография
Из мещан. Уроженец Бессарабской губернии. Среднее образование получил в Измаильском городском 6-классном училище.
В 1914 году окончил Чугуевское военное училище, откуда выпущен был подпоручиком в 192-й пехотный Рымникский полк, в рядах которого и вступил в Первую мировую войну. Удостоен ордена Св. Георгия 4-й степени
За то, что командуя в бою 23—24 апреля 1915 года ротой, при обстановке исключительной трудности и такой же опасности и будучи окружен превосходными силами противника, отражал атаки под убийственным артиллерийским, ружейным и пулеметным огнем, чем содействовал как выходу людей и пулеметов, бывших при батальоне, так и отходу соседних частей, выручая их от грозившей опасности.
Произведен в поручики 1 марта 1916 года, в штабс-капитаны — 7 сентября того же года.
В Гражданскую войну участвовал в Белом движении на Юге России, в Добровольческой армии — в 7-й роте 1-го Офицерского (Марковского) полка. Был ранен 18 сентября 1918 года под Старомихайловской. Во ВСЮР и Русской армии — в Марковской дивизии, подполковник. Эвакуировался из Крыма на корабле «Решид-Паша». Галлиполиец, осенью 1925 года — в составе Марковского полка в Болгарии.
В эмиграции во Франции, в 1933 году возглавлял группу Марковского полка в Бельфоре. Был поэтом. Умер 1966 году в Бельфоре. Похоронен на местном кладбище.

## Награды
- Орден Святой Анны 4-й ст. с надписью «за храбрость» (ВП 1.02.1915)
- Орден Святого Станислава 3-й ст. с мечами и бантом (ВП 17.04.1915)
- Орден Святого Георгия 4-й ст. (ВП 9.09.1915)